# オスマニエ
オスマニエ（トルコ語:Osmaniye）は、トルコ共和国東部の 地中海地方のオスマニエ県にある都市である。

## 歴史
町はシルクロード上に位置し、古くからアナトリアや中東への玄関口であった。戦略的にも重要な拠点であり、ヒッタイト人、ペルシア人、ローマ人など様々な人種、民族が、この町の住人であった。
イスラム教国家としては、アッバース朝のカリフであるハールーン・アッ＝ラシードが、アナトリアに軍を進めて存在感を示した。1071年にはマラズギルトの戦いによってセルジューク朝がビザンチン帝国に勝利し、テュルク人による征服が始まった。